# Halgerda aurantiomaculata
Halgerda aurantiomaculata is een slakkensoort uit de familie van de Discodorididae. De wetenschappelijke naam van de soort is voor het eerst geldig gepubliceerd in 1932 door Allan.